# Kisbíró
A kisbíró (dobos, gornyik, községi szolga, plájás, város cselédje) régi magyar községi, városi alkalmazott, aki a községi bíró alárendeltjeként a hivatali helyiségeket takarította és fűtötte, küldeményeket kézbesített, kidobolta a rendelkezéseket, és volt ahol éjszakai őrséget is bíztak rá.
Szükség esetén a kisbírókat adminisztratív teendőkbe is bevonták, például segítettek a választási vagy népszavazási szavazói jegyzék összeállításában, élelmiszerjegyeket osztottak ki stb.
A kisbírók feladata és kiválasztásának módja a történelem folyamán és településenként is változott. Volt, amikor a telkes gazdák váltásban adták a kisbírót családjukból, vagy alkalmazottai közül, de előfordult, hogy a kisbírói munka apáról fiúra öröklődött.
A kisbírók egyenruhát viseltek, hivatásuk jelképe volt gyakran a kisbírói pálca. Gyalog jártak, vagy kerékpáron és a helyi társadalomban nem álltak magas helyen, de félig-meddig hivatalos közegnek számítottak. Fizetésük általában alacsony volt, de sokszor megengedték nekik, hogy azt magánhirdetések közzétételével egészítsék ki.
Fontos helyi történeti források a "publikációs könyvek", amelyekbe a kisbíró által kihirdetendő hirdetményeket jegyezték fel.
A kisbírói munka falun egészen a legutóbbi időkig létezett (helyenként már csak hagyományőrző céllal), de a huszadik században fokozatosan visszaszorult, ahogy a dobolást felváltották a hangszórók és a tömegtájékoztatási eszközök.

## Érdekesség
- 2006. november 16-án a 110 ezer lakosú Újpest független polgármestere, Derce Tamás nagy feltűnést keltett azzal a bejelentésével, hogy kisbírót alkalmaz, mert a baloldali többségű kerületi képviselő-testület megszüntette a városrész televízióját és újságját.